# Nothoscordum ipacarainum
Nothoscordum ipacarainum är en amaryllisväxtart som beskrevs av Pierfelice Ravenna. Nothoscordum ipacarainum ingår i släktet vaniljlökar, och familjen amaryllisväxter. Inga underarter finns listade i Catalogue of Life.